# Missing Film Festival
Il Missing Film Festival è un festival cinematografico italiano dedicato alle opere prime e seconde del cinema italiano, indipendenti o poco distribuite.

## Storia
Progetto speciale dei Cinecircoli giovanili socioculturali, è nato nel 1992 a Genova. Negli anni, ha contribuito al successo di opere come Il vento fa il suo giro di Giorgio Diritti, Jimmy della collina di Enrico Pau, Tu devi essere il lupo di Vittorio Moroni, L'estate di mio fratello di Pietro Reggiani  e Puccini e la fanciulla di Paolo Benvenuti.
Nel 2022 dal 16 novembre al 19 dicembre si è svolta la trentesima edizione.

## Albo d'oro
- 1992: La fine della notte, regia di Davide Ferrario
- 1993: Abissinia, regia di F. Martinotti
- 1994: Quam Mirabilis, regia di A. Rondalli
- 1995: Colpo di luna, regia di Alberto Simone
- 1996: Babylon, regia di Guido Chiesa
- 1997: Il caricatore, regia di Eugenio Cappuccio, M. Gaudioso e F. Nunziata
- 1998: Elvjs e Merilijn, regia di Armando Manni
- 1999: Il più lungo giorno, regia di R. Riviello
- 2000: Qui non è il paradiso, regia di Gianluca Maria Tavarelli
- 2001: Un delitto impossibile, regia di Antonello Grimaldi
- 2002: Respiro, regia di Emanuele Crialese
- 2003: Eccomi qua, regia di Giacomo Ciarrapico
- 2004: Fame chimica, regia di Paolo Vari e Antonio Bocola
- 2005: L'estate di mio fratello, regia di Pietro Reggiani
- 2006: Passaggi di tempo, regia di Gianfranco Cabiddu
- 2007: Il vento fa il suo giro, regia di Giorgio Diritti
- 2008: Cover-boy, regia di Carmine Amoroso
- 2009: La siciliana ribelle, regia di Marco Amenta
- 2010: Diciotto anni dopo, regia di Edoardo Leo
- 2011: Tatanka, regia di Giuseppe Gagliardi
- 2012: Cavalli, regia di Michele Rho
- 2013: Razzabastarda, regia di Alessandro Gassmann
- 2014: Il venditore di medicine, regia di Antonio Morabito
- 2015: Vergine giurata, regia di Laura Bispuri
- 2016: La ragazza del mondo, regia di Marco Danieli
- 2017: Cuori puri, regia di Roberto De Paolis

### Premi speciali
- 2014: Guido Ceronetti. Il filosofo ignoto, regia di F. Fogliotti e E. Pertichini

### Premio C.G.S. Lanterna magica al Festival del Cinema di Venezia
All'interno della Mostra internazionale d'arte cinematografica di Venezia, la Giuria C.G.S. – Cinecircoli giovanili socioculturali (in collaborazione con il Comitato per la Cinematografia dei Ragazzi CCR) assegna il Premio Lanterna magica all'opera più vicina per tematiche e linguaggi al mondo giovanile contemporaneo.
- 1998: Gatto nero, gatto bianco (Crna mačka, beli mačor), regia di Emir Kusturica
- 1999: Non uno di meno (一个都不能少), regia di Zhang Yimou
- 2000: Thomas in Love (Thomas est amoureux), regia di Pierre-Paul Renders
- 2001: Monsoon Wedding - Matrimonio indiano (Monsoon Wedding), regia di Mira Nair
- 2002: Nha Fala, regia di Flora Gomes
- 2003: L'aquilone (Le cerf-volant), regia di Randa Chahal Sabag
- 2004: Neverland - Un sogno per la vita (Finding Neverland), regia di Marc Forster
- 2005: Ogni cosa è illuminata (Everything is Illuminated) regia di Liev Schreiber
- 2006: I figli degli uomini (Children of Men), regia di Alfonso Cuaron
- 2007: Sztuczki (Trucchi), regia di Andrzey Jakimowski
- 2008: Pa-ra-da, regia di Marco Pontecorvo
- 2009: Cosmonauta, regia di Susanna Nicchiarelli
- 2010: L'amore buio, regia di Antonio Capuano
- 2011: Io sono Li, regia di Andrea Segre
- 2012: L'intervallo, regia di Leonardo Di Costanzo
- 2013: L'intrepido, regia di Gianni Amelio
- 2014: Le Dernier Coup de marteau, regia di Alix Delaporte